# Spathodus
Spathodus és un gènere de peixos pertanyent a la família dels cíclids.

## Distribució geogràfica
Es troba a l'Àfrica oriental: el llac Tanganyika.

## Taxonomia
- Spathodus erythrodon (Boulenger, 1900)[4]
- Spathodus marlieri (Poll, 1950)[5][6][7][8][9][10][11]